# Montanha de Solimão
A Montanha de Solimão (Taht-I-Suleiman) é uma montanha sagrada localizada e local de peregrinação muçulmano na cidade de Osh, no Quirguistão. É o único local inscrito como Patrimônio Mundial da UNESCO. Muito popular entre os visitantes graças a sua esplêndida vista. Solimão foi um profeta de Alcorão e a montanha contem marcas com sua suposta tumba. Diz a lenda que mulheres com dificuldade em engravidar, ao subir a montanha, dão à luz crianças saudáveis.

## UNESCO
A UNESCO inscreveu a Montanha Sagrada de Solimão-Too como Patrimônio Mundial por "ser um dos mais completos exemplos de montanha sagrada na Ásia Central, frequentada por muitos milênios."